# TCT Japan
TCT Japanは、JTBコミュニケーションデザイン（略称：JCD）が2019年より開催している3Dプリンター・AMの総合展示会。

## 概要
JCDは例年年初に東京ビッグサイトで複数の展示会を同時に開催するが、TCTJapanはその併設展示会の一つ。
JCDは3Dプリンターの専門展示会として独自に「3D Printing展」を展開していたが、世界的な3Dプリンティング関連展示会ブランドTCTと提携し、
2019年からTCTJapanと展示会名を改めている。
TCTを運営するRapidNewsPublicationはTCTをTime Compression Technology（製造業のおける時短技術）として位置づけ、主に
3Dプリンターや3Dプリンターを活用したものづくりに焦点を当てたメディアや展示会を運営しており、アメリカ、ドイツ、イギリス、中国、韓国でも展開している。

## 来歴
近年のTCT Japanの開催状況
JCDの発表によれば過去開催の来場者は以下の通り
2019年は2019年1月30日（水）-2月1日（金） 10:00-17:00　来場登録数（同時開催11展合計）43,622名
2020年は2020年1月29日（水）- 31日（金） 10:00-17:00 来場登録数（同時開催11展合計）47,692名
2020年はコロナ感染拡大の影響や東京オリンピックの開催延期等の影響で開催時期が二転三転した。
一時は開催自体が危ぶまれたが2020年12月9日（水）～11日（金）10:00～17:00に開催することが決定した。
併設展全てで4万人程度の集客を見込んでいるという。
公式メディアパートナー
TCTマガジン、i-Maker、sharelabNEWS、3DP id.arts、DRTRENS、Monoist